# Saison 3 de Nick Cutter et les Portes du temps
Chronologie
Saison 2 Saison 4
Cet article présente le guide des épisodes de la troisième saison de la série télévisée britannique Nick Cutter et les Portes du temps (Primeval).

## Distribution

### Acteurs principaux
- Douglas Henshall : Professeur Nick Cutter (épisodes 1 à 3)
- Andrew Lee Potts : Connor Temple
- Hannah Spearritt : Abby Maitland
- Lucy Brown : Jenny Lewis (épisodes 1 à 5)
- Laila Rouass : Sarah Page
- Ben Mansfield : Capitaine Becker
- Ben Miller : James Lester

### Acteurs récurrents et invités
- Jason Flemyng : Danny Queen
- Juliet Aubrey : Helen Cutter
- Belinda Stewart-Wilson (en) : Christine Johnson

## Épisodes

### Épisode 1:La Cage du Soleil
- Allemagne : 23 mars 2009 sur ProSieben
- Royaume-Uni : 28 mars 2009 sur ITV1
- France : 11 novembre 2009 sur NRJ 12
- Québec : date inconnue sur Ztélé

- Royaume-Uni : 5,89 millions de téléspectateurs (première diffusion)

### Épisode 2:Prédiction
- Royaume-Uni : 4 avril 2009 sur ITV1
- France : 11 novembre 2009 sur NRJ 12

- Royaume-Uni : 4,94 millions de téléspectateurs (première diffusion)

### Épisode 3:Au revoir Nick
- Royaume-Uni : 11 avril 2009 sur ITV1
- France : 18 novembre 2009 sur NRJ 12

- Royaume-Uni : 3,28 millions de téléspectateurs (première diffusion)

### Épisode 4:L'Attaque du 737
- Royaume-Uni : 18 avril 2009 sur ITV1
- France : 18 novembre 2009 sur NRJ 12

- Royaume-Uni : 4,97 millions de téléspectateurs (première diffusion)

- Nigel Marven (Documentary Presenter)

### Épisode 5:Un champignon venu du futur
- Royaume-Uni : 25 avril 2009 sur ITV1
- France : 25 novembre 2009 sur NRJ 12

- Royaume-Uni : 5,2 millions de téléspectateurs (première diffusion)

### Épisode 6:Les Prédateurs
- Royaume-Uni : 2 mai 2009 sur ITV1
- France : 25 novembre 2009 sur NRJ 12

- Royaume-Uni : 5,27 millions de téléspectateurs (première diffusion)

### Épisode 7:Le Dracorex
- Royaume-Uni : 9 mai 2009 sur ITV1
- France : 2 décembre 2009 sur NRJ 12

- Royaume-Uni : 5,34 millions de téléspectateurs (première diffusion)

### Épisode 8:Esprit de famille
- Royaume-Uni : 16 mai 2009 sur ITV1
- France : 2 décembre 2009 sur NRJ 12

- Royaume-Uni : 5,13 millions de téléspectateurs (première diffusion)

### Épisode 9:La Revanche d'Helen Cutter
- Royaume-Uni : 23 mai 2009 sur ITV1
- France : 9 décembre 2009 sur NRJ 12

- Royaume-Uni : 4,97 millions de téléspectateurs (première diffusion)

### Épisode 10:Retour aux sources
- Royaume-Uni : 6 juin 2009 sur ITV1
- France : 9 décembre 2009 sur NRJ 12

- Royaume-Uni : 4,95 millions de téléspectateurs (première diffusion)